# Microtypus grandis
Microtypus grandis är en stekelart som beskrevs av Charles Thomas Brues 1939. Microtypus grandis ingår i släktet Microtypus och familjen bracksteklar. Inga underarter finns listade i Catalogue of Life.